# João Vieira
João Vieira is een eiland van de Bissagoseilanden voor de kust van Guinee-Bissau in de Atlantische Oceaan. Het maakt deel uit van de regio Bolama en hierbinnen de sector Bubaque. Het eiland heeft een oppervlakte van 9 km² en is circa 4 km lang met een breedte tot 3 km.  In 2009 waren er 6 inwoners op het eiland, aan de noordwestelijke kuststrook van het eiland. Het maakt deel uit van het nationaal park Parque Nacional Marinho João Vieira e Poilão. Het ligt 20 km ten noordnoordoosten van het onbewoonde eilandje Poilão dat tevens deel is van dit nationaal park. Andere nabijgelegen eilanden zijn Meio en Cavalos. De eilanden zijn belangrijke broedplaatsen voor zeeschildpadden. 